# Meron Getnet
Meron Getnet là một nữ diễn viên người Ethiopia. Là một ngôi sao điện ảnh và truyền hình được kính trọng ở Ethiopia, bà được biết đến với vai diễn Meaza Ashenafi trong bộ phim được đánh giá cao Difret.

## Sự nghiệp
Bắt đầu từ năm 2013, Getnet đóng vai chính trong bộ phim truyền hình dài tập của Dana, trong đó bà đóng vai một phóng viên tên Helina.
Getnet xuất hiện lần đầu trên trường điện ảnh quốc tế trong Difret năm 2014, trong đó bà vào vai Meaza Ashenafi, một nữ luật sư chiến đấu mạnh mẽ với truyền thống gia trưởng.
Vào tháng 9 năm 2014, tại buổi ra mắt phim Difret ở Addis Ababa, buổi chiếu đã bị hủy bỏ đột ngột do lệnh của tòa án chống lại việc trình chiếu ở Ethiopia. Điều này khiến những người trong khán giả choáng váng với Getnet, người đang tham dự, rõ ràng là quẫn trí.

## Đóng phim
| Năm  | Tựa đề                  | Vai trò        |
| ---- | ----------------------- | -------------- |
| 2014 | Difret                  | Meaza Ashenafi |
| 2015 | Yetekefelebet (የተከፈለበት) |                |
| 2015 | Tirafikua (ትራፊኳ)        |                |

| Năm  | Tựa đề         | Vai trò    |
| ---- | -------------- | ---------- |
| 2013 | Dana (ዳና)      | Helina     |
| 2014 | Live@ Sundance | Chính mình |